# Mabilais (métro de Rennes)
Pour les articles homonymes, voir Mabilais.
Mabilais est une station de la ligne B du métro de Rennes, située dans le quartier Arsenal-Redon à Rennes dans le département français d'Ille-et-Vilaine en région Bretagne.
Mise en service en 2022, elle est conçue par les cabinets d'architectes Atelier Zündel Cristea et Architram.
C'est une station, équipée d'ascenseurs, qui est accessible aux personnes à mobilité réduite.

## Situation sur le réseau
Établie en souterrain (tunnel profond) sous la rue de Redon, à l'intersection avec les rues Claude-Bernard et Malakoff et à proximité de la rue de la Mabilais, la station Mabilais est située sur la ligne B, entre les stations Cleunay (en direction de Gaîté) et Colombier (en direction de Viasilva).

## Histoire
La station Mabilais est mise en service le 20 septembre 2022, lors de l'ouverture à l'exploitation de la ligne B. Son nom a pour origine à la fois la rue de la Mabilais, située à proximité, et le secteur de la Mabilais. Elle est réalisée par les architectes Zündel Cristea avec Architram qui ont dessiné une station, dont les quais sont situés à 20,6 mètres sous la surface, et sur deux niveaux, : une salle des billets au niveau -1 et les quais au niveau -2.
L'architecture de la station est caractérisée par une enveloppe composée de plaques d'aluminium micro perforé de forme triangulaire à travers lesquelles passe l'éclairage.
La construction de la station a commencé en février 2014. Elle accompagne le renouvellement urbain du secteur, marqué par deux zones d'aménagement concerté.
Elle a été la deuxième station atteinte par le tunnelier « Elaine » le 23 octobre 2015, en venant de la station Cleunay,. Il quittera ensuite la station au mois de novembre suivant, en direction de la station Colombier.
Le gros-œuvre est achevé au printemps 2017, suivi du second œuvre qui se poursuit jusqu'à la fin de l'année 2020 ; s'ensuivent les aménagements extérieurs, les finitions et la pose de la signalétique jusqu'à l'été 2021,.

## Service des voyageurs

### Accès et accueil
La station dispose de deux accès, de part et d'autre de la rue de Redon :
- Accès no 1 « rue de Redon » : un édicule en acier et en verre teinté en vert, côté sud, comprenant un escalier et un escalier mécanique donnant eux aussi accès à la salle des billets ainsi que d'un ascenseur ;
- Accès no 2 « rue Malakoff » : un escalier, côté nord, donnant accès à la salle des billets.

La station est équipée de distributeurs automatiques de titres de transport et de portillons d'accès couplés à la validation d'un titre de transport, afin de limiter la fraude. La décision a été confirmée lors du conseil du 30 avril 2015 de Rennes Métropole.

Les accès de la station
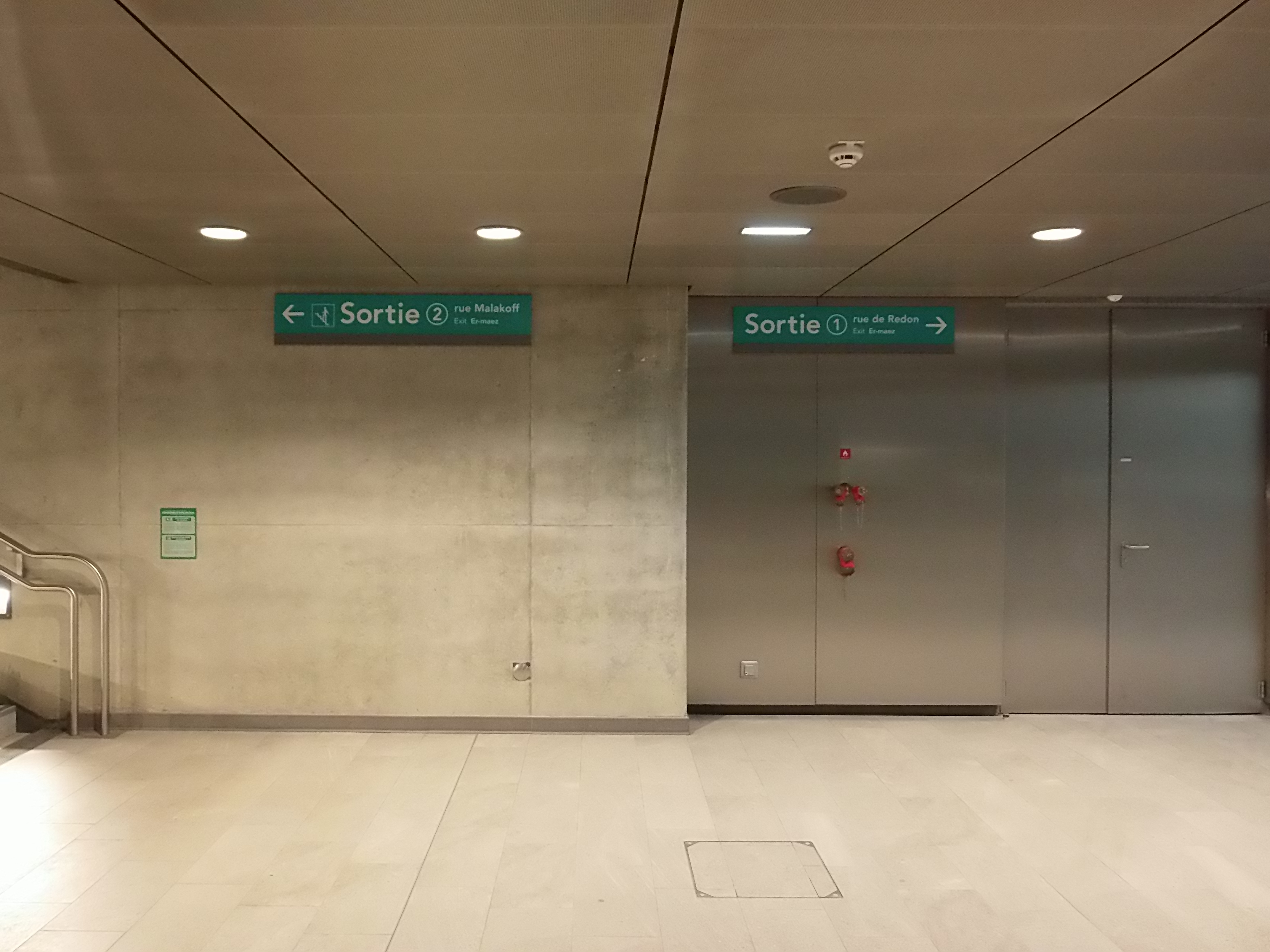
Signalétique directionnelle des accès de la station.
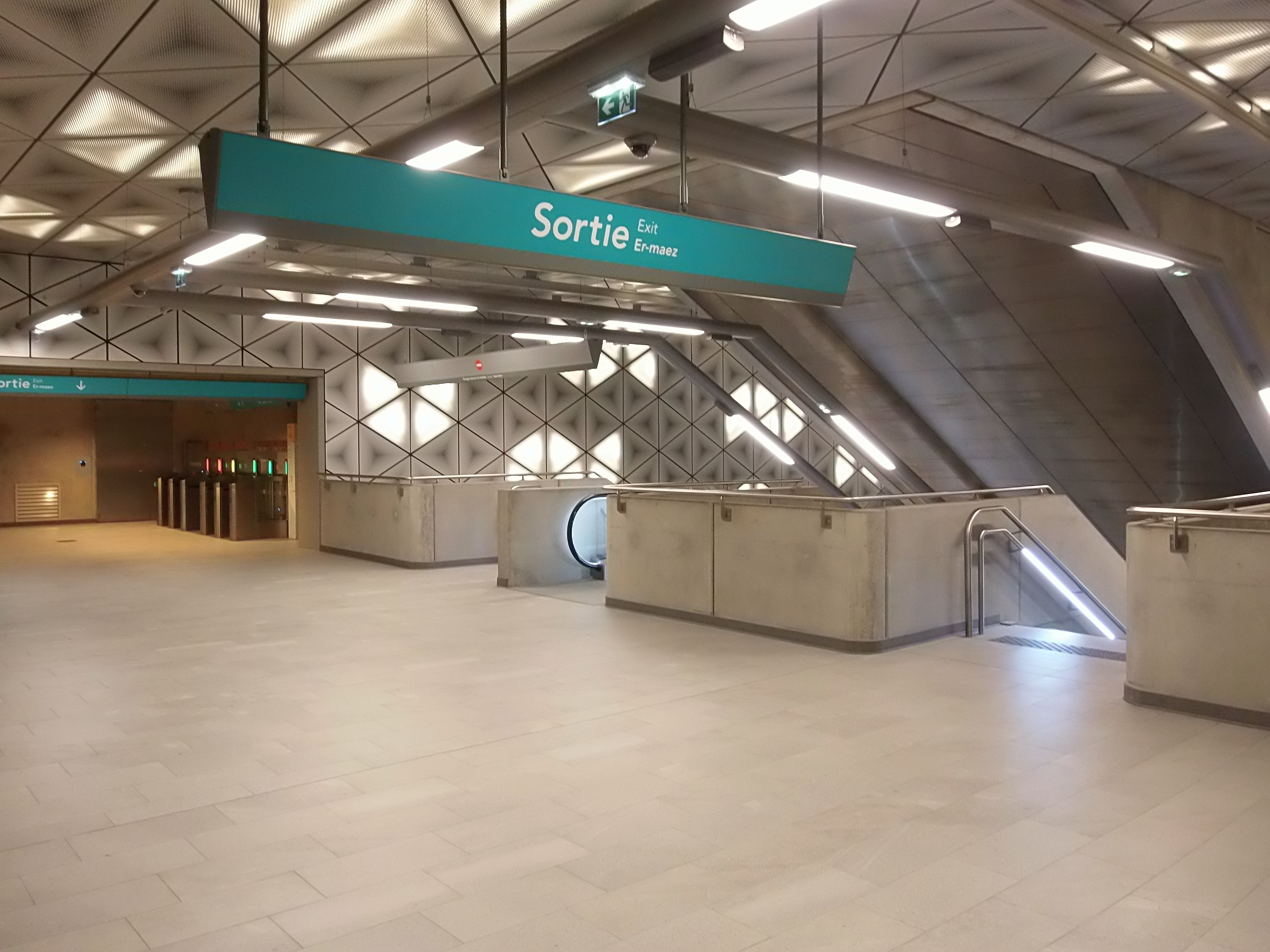
La salle des billets et les escalators.

### Desserte
Mabilais est desservie par les rames qui circulent quotidiennement sur la ligne B, avec une première desserte à 5 h 15 (7 h 20 les dimanches et fêtes) et la dernière desserte à 0 h 40 (1 h plus tard les nuits des jeudis aux vendredis, vendredis aux samedis et des samedis aux dimanches).

### Intermodalité
Des stations STAR, le vélo et Citiz Rennes Métropole sont installées à proximité,.
Elle est desservie par les lignes 10 et Api'Bus (ligne estivale) et la nuit par la ligne N3 ; elle est également desservie par les lignes 500, 501, 502 des cars régionaux BreizhGo,.

## À proximité
La station dessert notamment :
- l'immeuble « Le Mabilay », l'un des plus hauts bâtiments de la ville ;
- la chapelle Saint-François.